# Roskarlar
För växtsläktet Arenaria, se Narvar
Roskarlar (Arenaria) är ett litet släkte med fåglar i familjen snäppor inom ordningen vadarfåglar.
Släktet roskarlar omfattar två arter:
- Svart roskarl (A. melanocephala)
- Roskarl (A. interpres)